# Період окупності
Пері́од оку́пності (англ. payback period; акр. DPP) — кількість часу, необхідна для покриття витрат на той чи інший проєкт або для повернення коштів, вкладених підприємством за рахунок коштів, одержаних в результаті основної діяльності по даному проєкту.
Порівнюючи два чи більше проєктів, перевагу надають проєктам з коротшим періодом окупності. Проте ухвалені проєкти не повинні перевищувати необхідний період окупності, який потрібно визначити заздалегідь.
Недоліки даного методу полягають в тому, що, по-перше, вибір нормативного строку окупності може бути суб'єктивний. По-друге, метод не враховує прибутковість проєкту за межами строку окупності і, виходить, не може застосовуватися при порівнянні варіантів з однаковими періодами окупності, але різними термінами життя. Крім того, він не годиться для оцінки проєктів, пов'язаних з принципово новими продуктами. Точність розрахунків за таким методом в більшій мірі залежить від частоти розбивки терміну життя проєкту на інтервали планування. Ризик також оцінюється дуже грубо.
Головна хиба методу періоду окупності в тому, що він зовсім не враховує зміну вартості грошей з часом. Дія цієї методики не робить різницю між 1000 грн. грошового потоку за перший рік і такою ж сумою за другий рік. До того ж методика періоду окупності не враховує грошових потоків після того, як початкові інвестиції вже окупилися. Через ці хиби метод періоду окупності не може вважатися досконалим підходом для оцінки доцільності інвестицій.
Згідно з міжнародними стандартами бізнес-планування застосовується як один з фінансових показників ефективності бізнес-планів

## Приклади

### Приклад 1
Кількість років, на які відшкодовуються початкові інвестиції, становить період окупності. Якщо період окупності прийнятний для  фірми, проєкт буде схвалено.
Для фірми максимально прийнятний період окупності становить 1 рік. Упродовж 2 років проєкт приноситиме щоквартальний грошовий потік у розмірі 20 000 грн., а його початкові інвестиції становлять 70 000 грн. Прості підрахунки показують, що за рік проєкт принесе 80 000 грн. Отже, його треба прийняти, бо початкові інвестиції у проєкт окуповуються менш, ніж за рік.

### Приклад 2
Застосування періоду окупності для оцінки проєкту.
Компанія планує вкласти гроші в проєкт з початковими витратами 370 000 грн. За оцінками, проєкт має забезпечити стабільні грошові потоки за перший рік 100 000 грн., за другий – 200 000 грн., за третій 150 000 грн., за четвертий 100 000 грн. Необхідний період окупності компанії становить 3 роки.
Видно, що за 2 роки фірма поверне 300 000 грн. (100 + 200) з 370 тис. грн., вкладених у проєкт. Вираховуємо, яка частина третього року необхідна компанії для покриття решти 70 000 початкових інвестицій (370 – 300). Для цього треба поділити 70 000 грн. на грошовий потік за третій рік: 70 : 150 = 0,46 року.
Тобто, щоб окупити початкові інвестиції необхідно 2,46 року. Період окупності проєкту (2,46 року) коротший від необхідного (3 роки). Тому проєкт прийнятний.